# اچ‌دی ۱۱۴۷۶۲
اچ‌دی ۱۱۴۷۶۲ یک ستاره است که در صورت فلکی گیسوی برنیکه قرار دارد.